# متیو آرنولد

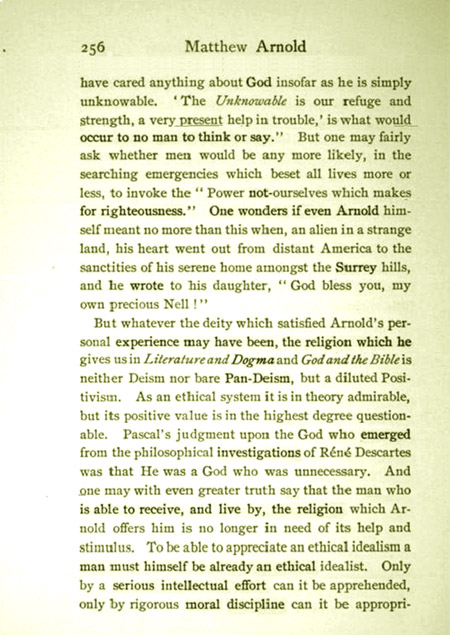
(متیو آرنولد)Matthew Arnold

مَتیو آرنولد (به انگلیسی: Matthew Arnold) (زاده ۲۴ دسامبر ۱۸۲۲ - درگذشته ۱۵ آوریل ۱۸۸۸) شاعر و منتقد فرهنگی اهل انگلیس بود و به عنوان بازرس مدارس کار می‌کرد. او فرزند توماس آرنولد، مدیر نامدار مدرسه راگبی، برادر تام آرنولد، استاد ادبی، و ویلیام آرنولد، رمان‌نویس، بود. شعر ساحل داوِر (به انگلیسی: Dover Beach) او را عموماً رساترین بیان علایق معنوی انگلستان عصر ویکتوریا به‌شمار می‌آورند. در مقالات انتقادی بسیار تأثیرگذارش که بعدها در مجموعه‌ای با نام فرهنگ و هرج و مرج (۱۸۶۹) گردآوری شد به خودپسندی و بی‌فرهنگی طبقات متوسط عصر ویکتوریا تاخت و ضرورت گسترش فرهنگی جدید براساس دلمشغولی به ارزش‌های هنری و عقلانی را مطرح کرد. اشعار او بیشتر لحن رثایی و درون‌مایه‌های معنوی با اشاراتی به طبیعت (به انگلیسی: pastoral) دارند.

## دیدگاه‌ها
متیو آرنولد علاوه‌بر این‌که شاعر و منتقد ادبی بود، در عرصهٔ آموزش و سیاست نیز در انگلستان شخصیتی فعال به حساب می‌آمد. عمدهٔ شهرت وی به دلیل کتاب «فرهنگ و هرج و مرج» (به انگلیسی: Culture and Anarchy) (۱۸۶۹) اوست که می‌توان آن را از نخستین آثار در زمینهٔ مطالعات فرهنگی به حساب آورد.
آرنولد فرهنگ را برترین ابزار در میان ابزارهای ارتقای وضعیت جامعه می‌دانست؛ فرهنگی که در میان متون برتر ادبی، حالت یک حکم و گزاره کلی را داشت.
او دیدگاه‌های مبتنی بر پیوریتانیسم را که صرفاً صورت انجیل را به جای یک پروژهٔ کل‌نگر تکاملی در تمامی عرصه‌ها می‌نگریستند، آسیب‌زا می‌دانست.
آرنولد جامعهٔ خود را بر اساس طبقه‌بندی‌های دقیقی می‌نگریست. طبقهٔ برتر یا بربری‌ها، طبقهٔ میانی یا ضدفرهنگ و بالأخره طبقهٔ کارگری عوام. او طبقه‌بندی فرهنگی خود را شامل همهٔ افراد صرف نظر از جایگاه اجتماعی‌شان می‌دانست. با این وجود، محتوای کتاب فرهنگ و هرج و مرج، اضطراب وی را در قبال طبقه کارگر، سیاسی نشان می‌دهد.
توجه آرنولد به ارتقای سطح فرهنگ در آثارش باعث شد تا او عملاً در تاریخ مطالعات فرهنگی به جایگاه ویژه‌ای دست یابد. این جایگاه او به رغم بی‌توجهی به جایگاه فرهنگ عامه در متون، باعث شد تا بحث فرهنگ از جایگاه جزئی و غیرمؤثر خارج شود.

## آثار
شعر
- دریامرد واهشته (۱۸۴۹) (به انگلیسی: The Forsaken Merman)
- سهراب و رستم (۱۸۵۳)
- ترسیس (۱۸۶۷)
- کولی حکیم (۱۸۵۳)

نثر
- مقالاتی در نقد در دو مجموعه (۱۸۶۵ و ۱۸۸۸)
- ادبیات و شریعت (۱۸۷۲)
- فرهنگ و هرج و مرج (به انگلیسی: Culture and Anarchy) (۱۸۶۹)

## پی‌نوشت
1. 1 2 3 4 5 6 7 8  «آشنایی با آرای ماتیو آرنولد»،  همشهری آنلاین.